# À propos d'hier soir... (South Park)
Pour l’article homonyme, voir À propos d'hier soir....
À propos d'hier soir... (About Last Night en VO) est le douzième épisode de la douzième saison de la série animée South Park, ainsi que le 179e épisode de l'émission.
L'épisode traite de l'élection présidentielle américaine de 2008.

## Résumé
South Park est en plein effervescence : Barack Obama vient de remporter les élections. Les Marsh et les Broflovski soutiennent Obama, au contraire des Stotch et du personnel enseignant qui soutenait à leur grand dam John McCain. Kyle vient chez Stan pour chercher ses parents, son frère est en larmes (son candidat ayant perdu). Obama et McCain se rencontrent et se mettent à rire ensemble. Il s'avère qu'ils complotent ensemble pour voler le diamant "Hope" exposé à la Smithsonian Institution et qu'en réalité ils conspirent depuis 10 ans.
Ce soir là, Cartman vendra des télévisions volées dans l'euphorie générale, Randy fera la fête, boira plus que de raison et en tirera des conséquences, Stephen Stotch va dire à Butters qu'il l'aime et qu'il est désolé que ce soit la fin du monde et Ike tentera de se jeter par une fenêtre (Au rez-de-chaussée). McCain et Obama voulaient se faire élire pour avoir accès à un tunnel secret sous la Maison Blanche qui mène au musée contenant le diamant Hope. La combine comprend toute une équipe dont Sarah Palin et Michelle Obama.
Ike se blessera dans sa tentative, poussant Stan et Kyle à l'emmener à l'hôpital. Ils verront alors les républicains de South Park tentant de s'enfermer dans un bunker car ils pensent toujours que la fin du monde approche. Les manifestants Obama et les malheureux supporters de McCain se retrouvent à l'hôpital pour excès de fête ou tendances suicidaires.
À la fin de l'épisode, le complot se met en place avec des complices plus inattendus comme Ike, chargé de maquiller la mort des conspirateurs. La fin du monde n'a pas eu lieu et les républicains acceptent le changement. Barack et Michelle décident de ne pas s'enfuir et d'assurer la présidence : "Maybe we can change a few things", dira-t-il. Randy quant à lui, est licencié et s'est fait voler sa télé, probablement par Cartman, se disant maintenant, après une nuit de fête en l'honneur d'Obama, qu'il aurait mieux fait de voter McCain.

### Accueil
L'épisode est le mieux noté de la saison 12 sur TV.com avec 9.2/10. L'épisode a, dans l'ensemble été très apprécié par les fans américains, comme en témoigne le forum de South Park Studios, rempli de commentaires dithyrambiques sur l'épisode.
IGN note l'épisode 8.5/10 indiquant que les auteurs se sont "surpassés"
Le travail de dernière minute des auteurs pour retranscrire les discours des candidats et offrir une intrigue crédible à quelques heures de l'élection a notamment été salué par les critiques.

### Production
L'épisode fut annoncé la veille de l'élection et est diffusé le lendemain. Mais même à ce moment-là il se pouvait que les résultats ne soient pas véridiquement connus, d'où les vives spéculations de "Double fin".
Le blog de la production a en réalité confirmé que la fin avait été modifiée au dernier moment pour correspondre au président élu en place.
D'après Trey Parker, l'épisode est inspiré d'un gag de la série Les Griffin (Road to Germany) dans lequel Stewie portait un uniforme Nazi avec un badge "McCain/Palin", que la production aurait trouvé "nul", mais surtout pointant du doigt la réaction extrême voire fanatique des partisans des deux côtés.
Toutefois Trey Parker a confirmé que les speechs respectifs des candidats qu'on entend au début avaient été rajoutés le matin même de la diffusion de l'épisode, et qu'il n'y a avait pas de "Version McCain" de l'épisode, ce qui selon lui aurait été "une tâche bien trop décourageante".
De cette façon, Comedy Central a pris le risque de diffuser l'épisode après en avoir vu seulement des extraits.